# Rolf Soiron
Rolf Karl-August Matthias Soiron (* 31. Januar 1945 in Frankfurt am Main; heimatberechtigt in Riehen) ist ein Schweizer Manager. Als Verwaltungsratspräsident von Lonza (2005–2018), von Holcim (2003–2014) und von Nobel Biocare (2003–2010) sowie als Mitglied von Verbandspräsidien war er einer der wichtigsten Wirtschaftsführer der Schweiz.

## Leben
Rolf Soiron, dessen Eltern der deutschsprachigen Minderheit in Belgien angehörten, weswegen er ursprünglich die belgische Staatsbürgerschaft besass, wuchs zunächst in mittelständischen Verhältnissen in Riehen bei Basel auf. Kurz vor der Rekrutenschule nahm er die schweizerische Staatsbürgerschaft an. Er studierte Geschichte und wurde 1973 promoviert mit der Dissertation Der Beitrag der Schweizer Aussenpolitik zum Problem der Friedensorganisation am Ende des Ersten Weltkrieges.
Seine berufliche Laufbahn begann er als Lehrer, bevor er 1970 beim Chemieunternehmen Sandoz in Basel einstieg. Mit 35 Jahren zog Soiron mit McKinsey-Chef Lukas Mühlemann eine Gemeinkosten-Wertanalyse durch, die zum Abbau von 1800 Stellen führte. Es folgten vier Jahre als Geschäftsführer der Orthopädiefirma Protek, ehe Soiron zu Sandoz zurückkehrte und die Leitung der Agrarsparte in New York übernahm.
Daneben war er für die Christlichdemokratische Volkspartei (CVP) Mitglied des baselstädtischen Grossen Rates. Von 1992 bis 1993 leitete er die Pharmasparte der Sandoz, überwarf sich dann aber mit dem Verwaltungsratspräsidenten Marc Moret. 1993 übernahm er die Leitung des Zitronensäureherstellers Jungbunzlauer, die er bis 2001 innehatte. Er war Mitbegründer der Bank am Bellevue. Von 1994 bis 2005 war er im Nebenamt Präsident des Basler Universitätsrates. Er war Verwaltungsratspräsident des Zementkonzerns Holcim (2003–2014) und der Lonza Group (2005–2018). Soiron hat bei Holcim wesentlich dazu beigetragen, dass der Konzern die Einheitsaktie eingeführt und sich von einer Familien- zur Publikumsgesellschaft gewandelt hat. Im April 2014 kündigte er die Fusionsabsicht der zwei weltgrössten Zementkonzerne Holcim und Lafarge zu LafargeHolcim an. An der Generalversammlung vom 29. April 2014 stellte er sich nicht mehr zur Wiederwahl für den Verwaltungsrat von Holcim zur Verfügung, Nachfolger als Präsident wurde Wolfgang Reitzle.
Von 2003 bis 2010 leitete er auch den Verwaltungsrat des Zahnimplantatherstellers Nobel Biocare. Von Januar bis Ende April 2012 war er zusätzlich interimistischer CEO bei Lonza.
Er war von 2009 bis 2014 Präsident des Stiftungsrats der Denkfabrik Avenir Suisse. Er war von 2009 bis 2015 Mitglied des Vorstandsausschusses des Dachverbands der Wirtschaft economiesuisse und war Präsident der Findungskommission, die Heinz Karrer zum neuen Präsidenten machte. Ausserdem wurde er 2009 zum Mitglied des Internationalen Komitees vom Roten Kreuz (IKRK) kooptiert und in dessen Rat gewählt. Diesem gehörte er bis 2017 an. Neben seiner Tätigkeit in Wirtschaft, Verbänden, Politik und Universität verfasste er gelegentlich historische Fachartikel.
Ab 2018 studierte er Analytische Psychologie am C.G.Jung-Institut in Küsnacht und erhielt 2022 die sog. Fallberechtigung. 2024 verlieh ihm die Fakultät für Psychologie der Universität Basel den Dr.h.c.
Rolf Soiron ist verheiratet mit der Architektin und Kunsthistorikerin Alicia Soiron und hat zwei Kinder. Er wohnt in Basel.